# Autosave
Autosave is een functie die wordt gebruikt in veel computerapplicaties en computerspellen. De term duidt een automatische bewaarfunctie aan, waarbij de veranderingen in het huidige document of de spelvoortgang automatisch worden opgeslagen. Hiermee wordt het risico verkleind op verlies van gegevens. Vaak vindt een autosave plaats op een ingestelde tijdsinterval of voordat een grote bewerking wordt uitgevoerd.

## Software
De functie is van oudsher een functie om bewerkingen in documenten niet verloren te laten gaan wanneer de gebruiker het document bezig is te bewerken. Als voorbeeld wordt in Microsoft Office een document standaard elke 10 minuten opgeslagen, en in het geval van een crash kan dit weer worden hersteld.
In Mac OS X Lion werd een autosavefunctie standaard ingebouwd voor documenten. De gebruiker hoeft hierbij niet expliciet een document op te slaan, dit proces wordt op de achtergrond uitgevoerd.

## Computerspellen
Autosave wordt ook toegepast in computerspellen waarbij de voortgang in het spel automatisch wordt bewaard. Zo kan er bijvoorbeeld in een avonturenspel de voortgang worden opgeslagen na het voltooien van een level of missie, in een gevechtsspel na een gewonnen ronde, of vlak voordat de speler een belangrijk gevecht bereikt, zoals die met een eindbaas.